# اندرو جی. فیوستل
اندرو جی. (درو) فیوستل (به انگلیسی: Andrew J. (Drew) Feustel) اهل کشور ایالات متحده آمریکا و تحصیل کردی رشته ی ژئوفیزیک است. او در ۲۵ اوت ۱۹۶۵ میلادی در لنکستر، پنسیلوانیا زاده شد و از سال ۲۰۰۰ فضانورد ناسا است. وی در مأموریت اس‌تی‌اس-۱۲۵، اس‌تی‌اس-۱۳۴ حضور داشته است.

## زندگی شخصی
همسر او از تبار جمهوری چک است و فیوستل تا کنون دو بار عروسک مول را با خود به فضا برده است!!